# Santitos
Santitos es una película mexicana estrenada en 1998 dirigida por Alejandro Springall y protagonizada por Dolores Heredia. Basada en la novela homónima de María Amparo Escandón, supuso el debut cinematográfico del director mexicano y fue adaptada al cine por la propia autora.

## Argumento
Tras la muerte de su única hija de 13 años víctima de una enfermedad desconocida, Esperanza se encuentra hundida en depresión. Devota de un ejército de santitos comandado por San Judas Tadeo, su fe la anima para iniciar un viaje buscando un milagro que dé sentido a su vida. Una noche, desde el cristal sucio del horno de su estufa, el santo le da una señal: su hija no ha muerto pero es posible que esté en peligro. Con todo el valor que puede recabar y con la certeza que San Judas no la decepcionará, Esperanza se envuelve en una travesía que la llevará desde Tlacotalpan por el corazón de Tijuana y Los Ángeles. Esperanza se inmiscuirá en todo tipo de situaciones inesperadas desde la tristeza más aguda hasta la alegría más desbordante, al vencer las adversidades Esperanza verá devuelta la fuerza para seguir adelante.

## Reparto
- Dolores Heredia - Esperanza
- Fernando Torre Lapham - padre Salvador
- Ana Bertha Espín - Soledad
- Demián Bichir - Cacomixtle
- Darío T. Pie - César
- Roberto Cobo - doña Trini
- Regina Orozco - Vicenta
- Alberto Estrella - el Ángel Justiciero
- Josefina Echánove - la profesora
- Flor Edwarda Gurrola - Paloma
- Mónica Dionne - la Morena
- Pilar Ixquic Mata - la Flaca
- Rudger Cudney - Scott Haynes
- Maya Zapata - Blanca (hija de Esperanza)
- Juan Duarte - Fidencio, sacristán
- José Sefami - doctor Ortiz
- Felipe Ehrenberg - hombre de "la Cueva"

## Recepción
Es la primera película de origen hispano que se ha difundido de manera masiva y comercial en los Estados Unidos con un total de 155 salas a lo largo de toda la nación. Logra abrir la brecha para el cine latino en Estados Unidos, cuyas preferencias son primordialmente el cine de Hollywood pero se mantiene abierto al cine de países de habla hispana. En España se estrenó en 8 salas de cine.

## Premios

### Festival international du film d'Amiens (FIFAM)
| Categoría    | Persona         | Resultado |
| ------------ | --------------- | --------- |
| Mejor Actriz | Dolores Heredia | Ganadora  |

### Premios Ariel
| Categoría            | Persona                          | Resultado |
| -------------------- | -------------------------------- | --------- |
| Mejor Maquillaje     | Carlos Sánchez                   | Nominado  |
| Mejor Escenografía   | Joel López                       | Nominado  |
| Mejor diseño de arte | Salvador Parra Eugenio Caballero | Nominados |
| Mejor guion adaptado | María Amparo Escandón            | Nominada  |
| Mejor Actriz         | Dolores Heredia                  | Nominada  |

### Festival Internacional de Cine de Cartagena
| Categoría               | Persona                          | Resultado |
| ----------------------- | -------------------------------- | --------- |
| Mejor Actriz            | Dolores Heredía                  | Ganadora  |
| Mejor Producción Visual | Salvador Parra Eugenio Caballero | Ganadores |
| Mejor película          | Alejandro Springall              | Nominado  |

### Chicago International Film Festival
| Categoría                 | Persona             | Resultado |
| ------------------------- | ------------------- | --------- |
| New Director Competitions | Alejandro Springall | Nominado  |

### Fantasporto
| Categoría      | Persona             | Resultado |
| -------------- | ------------------- | --------- |
| Mejor Película | Alejandro Springall | Nominado  |

### Festival de Cine de Gijón
| Categoría      | Persona             | Resultado |
| -------------- | ------------------- | --------- |
| Mejor Director | Alejandro Springall | Nominado  |

### Festival Internacional de Cine de Guadalajara
| Categoría      | Persona             | Resultado |
| -------------- | ------------------- | --------- |
| Mejor Director | Alejandro Springall | Ganador   |

### Festival de Cine de Sundance
| Categoría                   | Persona             | Resultado |
| --------------------------- | ------------------- | --------- |
| Latin American Cinema Award | Alejandro Springall | Ganador   |

### Festival Internacional de Cine de Salónica
| Categoría        | Persona             | Resultado |
| ---------------- | ------------------- | --------- |
| Alexander de Oro | Alejandro Springall | Nominado  |

### Festival de Cine Latinoamericano de Toulouse
| Categoría                       | Persona             | Resultado |
| ------------------------------- | ------------------- | --------- |
| French Critics' Discovery Award | Alejandro Springall | Ganador   |
| Special Mention                 | Alejandro Springall | Ganador   |